# Церковный суд
Церко́вный су́д — система органов, находящихся в юрисдикции той или иной Церкви, осуществляющая функции судебной власти на основании церковного законодательства (церковного права).

## На Руси

### В Средние века
Русская Церковь восприняла основные принципы церковного устройства, в том числе устройства церковного суда, у Византии, в церковной юрисдикции которой она находилась до 1448 года.
Компетенция епископского суда, однако, на Руси была существенно шире: значительная часть судебных дел по вопросам гражданским (к примеру, по делам об умыкании невест) была отнесена к юрисдикции церковного суда, что, видимо, было обусловлено тем, что в средневековой Руси гражданское (светское) право сводилось к обычному праву. По всем без исключения подсудным делам клириков суд осуществлялся епископом. С развитием церковно-феодального землевладения к исключительной юрисдикции епископского суда были отнесены и миряне (крестьяне), жившие на церковных (монастырских) землях. Суд по гражданским вопросам епископ отправлял опосредованно: чрез архиерейских бояр, дьяков, десятильников и иных мирских чиновников.
Апелляционный суд и суд по делам епископов принадлежали собору епископов во главе с митрополитом, как предстоятелем Русской Церкви.

### В синодальный период
В синодальный период производство по делам гражданского свойства были изъяты из церковной юрисдикции; церковное судопроизводство постепенно бюрократизировалось вместе со всей системой церковного и государственного управления. На епархиальном уровне процесс бюрократизации получил завершение по издании «Устава духовных консисторий» в 1841 году. Присутствие консистории, в котором концентрировалась вся епархиальная административно-распорядительная деятельность, ведало и судебными делами в той или иной епархии; подготовленные и предрешённые консисторией дела утверждались правящим епископом, что обычно носило формальный характер. Высшая судебная власть принадлежала Святейшему Синоду.
В условиях судебной реформы при Александре II возник вопрос и о реформе суда церковного. Созданный обер-прокурором Д. А. Толстым комитет под председательством архиепископа Макария (Булгакова) подготовил соответствующий проект, который основывался на принципах гласности, состязательности и независимости судебной власти от административной, то есть, в том числе и от епархиального епископа, но сохранялся надзор светских представителей обер-прокуратуры. Такое исключение епископа из судебной системы стало предметом критики со стороны профессора Московской Духовной академии А. Ф. Лаврова; проект был отвергнут подавляющим большинством епархиальных епископов.
Новые попытки реформы начались в контексте предсоборной подготовки в 1905 году. Предварительный проект реформы, выработанный Предсоборным присутствием 1906 года, и согласный с отзывами большинства преосвященных, поступивших в Синод в 1905—1906 годы, предполагал создание четырех инстанций церковного суда: благочиннический суд, епархиальный суд, судебное отделение Синода, общее заседание Синода и его судебного отделения. Предполагалось вывести судебные дела из компетенции консистории, остававшейся таким образом лишь органом административного управления.

### В РПЦ по восстановлениипатриаршества
На Всероссийском Поместном Соборе 1917—1918 возобладали голоса в пользу отстранения епископа, как носителя административной власти, от участия в церковно-судебной системе, а также в пользу введения в церковные суды не только клириков, но и мирян. Предложенный в конце июля 1918 года (по ст. ст.) соборным Отделом о церковном суде (Отдел возглавлялся Сергием (Страгородским), архиепископом Владимирским и Шуйским, и начал работу 28 августа 1917 года) «Устав об устройстве церковного суда» предполагал четыре судебных инстанции (благочиннический суд, епархиальный суд, церковно-областной суд, высший церковный суд) полностью независимых от инстанций церковно-административных. В частности, «Устав» оставлял за епархиальным епископом лишь право «прокурорского надзора» над деятельностью епархиального суда, то есть право, в случае своего несогласия с его решением, направлять дело в областной суд. Ряд дел, вместе с тем, были отнесены к единоличной компетенции епархиального епископа, что сохраняло status quo ante ещё консисторской судебно-административной системы.
Принятый после жарких споров пленарным заседанием Собора, «Устав» столкнулся с вето Епископского совещания, едва ли не единственный раз за весь ход Собора воспользовавшегося правом отвергнуть постановление собора двумя третями своих голосов. Мотивируя своё решение, архипастыри указывали, прежде всего, на то, что «у епископа отнимается право ведать всеми судебными делами и решать их по закону и по совести епископоской», в чём члены Епископского совещания видели несоответствие «учению Слова Божия (Мф. 18, 15-19; 1 Тим. 5, 19-21), церковным канонам (1 Всел. Соб. 5 пр., IV, 9; VII, 4, Антиох. Соб. 4, 6, 9 пр., Карф. Соб 10, 12, 14, 15, 117 и др.) и преданию Церкви (см. Апост. Постановления кН. II, гл. 11-13, Иоанн Златоуст и др.)». Ввиду преждевременного прекращения работы Собора реформа суда осталась незавершённой.
Первый уставной документ в современной Русской Православной Церкви — «Положение об управлении Русской Православной Церкви» 1945 года только лишь упоминал о принадлежности высшей судебной власти Поместному собору.
Поместный Собор 1988 года принял «Устав об управлении Русской Православной Церкви», предполагавший четыре судебных инстанции: 1) епархиальный совет под председательством епархиального епископа, причём ряд дел относились к единоличной компетенции последнего (VIII.19 и 51 Устава 1988 г.); 2) Священный Синод (V.32); 3) Архиерейский собор (III.7); 4) Поместный собор (II.6-7).
Процессуальный аспект церковно-судебной системы «Устав» 1988 года не оговаривал, отсылая к обычном праву — к «принятой в Русской Православной Церкви процедуре церковного судопроизводства» (VIII.51 Устава 1988 г.).

### В РПЦ в настоящее время
В «Устав Русской Православной Церкви» 2000 года вошла отдельная глава, посвященная церковному суду и предусматривавшая три церковно-судебных инстанции:
1. епархиальный суд;
2. общецерковный суд;
3. суд Архиерейского собора.

Порядок деятельности всех трёх судебных инстанций в «Уставе» подробно не описывался: предполагалось, что он будет детализирован в ещё не созданном на тот момент «Положении о церковном суде».
1 октября 2004 года Священным Синодом РПЦ было принято «Временное положение» «для руководства им епархиальными судами, а в случае их отсутствия епархиальными советами», и доведено до сведения прошедшего 3—8 октября того же года Архиерейского собора.
Пункт 9 главы 1 Устава РПЦ от 2000 года запрещает «должностным лицам и сотрудникам канонических подразделений, а также клирикам и мирянам» «обращаться в органы государственной власти и в гражданский суд по вопросам, относящимся к внутрицерковной жизни, включая каноническое управление, церковное устройство, богослужебную и пастырскую деятельность».
26 июня 2008 года Архиерейский Собор РПЦ утвердил «Положение о церковном суде Русской Православной Церкви» и предложенные изменения в Уставе Русской Православной Церкви от 2000 года, согласно которым судебная система РПЦ включает 3 инстанции: епархиальные суды, Общецерковный суд и Суд Архиерейского Собора, а также высшие церковно-судебные инстанции Русской Православной Церкви Заграницей и Самоуправляемых Церквей.
Положение предусматривает делегированный характер церковного судопроизводства (Статья 3 Положения): «Осуществляемая Общецерковным Судом судебная власть проистекает из канонической власти Священного Синода и Патриарха Московского и всея Руси, которая делегируется Общецерковному суду» (Пункт 1); «Осуществляемая в данном случае [если епархиальный епископ передаёт дело, требующее исследования, в епархиальный суд] епархиальным судом судебная власть проистекает из канонической власти епархиального епископ, которую епархиальный епископ делегирует епархиальному суду» (Пункт 2). «Рассмотрение дел в церковном суде является закрытым» (Пункт 2 статьи 5). Заявление о церковном правонарушении оставляется без рассмотрения и производство по делу прекращается, в частности, если предполагаемое церковное правонарушение (возникновение спора или разногласия) было совершено до вступления в силу Положения (Статья 36), исключая дела по церковным правонарушениям, являющимся каноническим препятствием к пребыванию в клире (Пункт 1 статьи 62).
По представлению Президиума Архиерейского Собора (2008), были избраны в состав Общецерковного суда сроком на четыре года следующие лица: митрополит Екатеринодарский и Кубанский Исидор (Кириченко) (председатель), митрополит Черновицкий и Буковинский Онуфрий (заместитель председателя), архиепископ Владимирский и Суздальский Евлогий (Смирнов); архиепископ Полоцкий и Глубокский Феодосий; епископ Дмитровский Александр (секретарь).
По мнению протоиерея Павла Адельгейма (РПЦ) и других, неясен публично-правовой статус учреждённого суда РПЦ, существование и функционирование которого в предложенном виде противоречит как действующему российскому законодательству, так и церковному праву.
17 мая 2010 года в трапезных палатах Храма Христа Спасителя состоялось первое заседание Общецерковного суда Московского Патриархата; решения были утверждены Патриархом 16 июня того же года.
По словам председателя Общецерковного суда митрополита Исидора, в большинстве случаев Общецерковный суд играет роль второй инстанции по отношению к епархиальным судам и призван либо исправить какие-то несправедливости, допущенные на уровне епархиальных судов, либо, наоборот, подтвердить решение епархиального суда, которое ставится под сомнение людьми, осужденными этим судом.